# أمل 2-700
أمل 2-700 (بالفرنسية: AMEL 700-2)‏، هي طائرة بدون طيار صنعها مركز البحوث والتكنولوجيا الصناعية (الجزائر) التابع لوزارة التعليم العالي والبحث العلمي، الجيش الجزائري. طاقم الطائرة (ليسوا على متن الطائرة) وذلك لمهمة تتراوح 12 ساعة، وهي تحتاج إلى طيار أو قائد على الأرض وشخصين للتعاطي مع المعطيات الآتية من أجهزة القياس، يتم التحكم على الطائرة عن طريق محطة أرضية متصلة مع الطائرة عن طريق ذبذبة (HF) طولها 7 مترا وعن طريق الـ (C Band)، والطائرة مزودة بآلات تصوير للرؤية في النهار، ولا يمكن لأجهزة الرادار اكتشافها..

## وصلات خارجية
- مقالة عن الطائرة (بالفرنسية: المقالة)‏
- المديرية العامة للبحث العلمي والتطوير التكنولوجي
- أربعة طائرات بدون طيار 100% صنع محلي في معرض الجزائر